# Зосимов, Евгений Илларионович
Евгений Илларионович Зосимов (25 декабря 1910 (6 января) 1911; Ялта, Таврическая губерния, Российская империя — 20 января 1982; Москва, РСФСР, СССР) — советский актёр, участник Великой Отечественной войны.

## Биография
Родился (25 декабря 1910 (6 января) 1911 года в Ялте Таврической губернии.
Учился в Симферопольском театральное училище, которое окончил в середине 1930-х годов, после чего с братом перебрался в Москву. Через родственные связи братьев Зосимовых приняли на киностудию Мосфильм, где они снимались в массовых сценах и эпизодах.
В начале Великой Отечественной войны ушёл добровольцем на фронт, а в 1944 году был ранен в ногу и комиссован. 
Демобилизовавшись, Зосимов встал на актёрский учёт «Мосфильма», с тех пор продолжал сниматься в советских кинофильмах.
Ушёл из жизни 21 января 1982 года в Москве по причине раны в ноге, которая кровоточила всю оставшуюся жизнь после войны. Врачи настаивали на ампутации, но мужчина всячески этому сопротивлялся.

## Фильмография
- 1938 — Волга-Волга — участие
- 1939 — Минин и Пожарский — участие
- 1940 — Гибель «Орла» — водолаз
- 1941 — Первая конная — офицер
- 1947 — Сказание о земле Сибирской — посетитель чайной
- 1949 — Кубанские казаки — колхозник
- 1950 — Заговор обречённых — военный
- 1950 — Кавалер Золотой Звезды — колхозник
- 1956 — Поэт — красноармеец
- 1958 — Дело «пёстрых» — конвоируемый в МУРе
- 1958 — Лавина с гор — хорунжий
- 1962 — Бей, барабан! — Петрович
- 1963 — Оптимистическая трагедия — высокий матрос
- 1964 — Они шли на Восток — участие
- 1965 — Год как жизнь — работник типографии
- 1965 — Пакет — белый казак
- 1965 — Спящий лев — зритель на рыцарском турнире
- 1966 — Неуловимые мстители — бурнаш
- 1969 — Трое — участие
- 1970 — Алексеич — лесоруб
- 1970 — Бег — командир в штате Фрунзе
- 1970 — О друзьях-товарищах — человек из патруля
- 1970 — Серебряные трубы — член суда
- 1971 — Тропой бескорыстной любви — браконьер
- 1972 — Командир счастливой «Щуки» — офицер немецкого флота
- 1972 — Пятьдесят на пятьдесят — агент
- 1973 — Бесстрашный атаман — участие
- 1973 — Товарищ генерал — генерал на совещании
- 1974 — Ищу мою судьбу — гость
- 1974 — Самый жаркий месяц — участие
- 1974 — Фронт без флангов — Зосимов, солдат
- 1976 — Два капитана — мужчина на лестнице
- 1977 — Схватка в пурге — приятель Максуда
- 1977 — Фронт за линией фронта — солдат
- 1978 — Живите в радости — колхозный бригадир
- 1978 — Тактика бега на длинную дистанцию — пожилой партизан
- 1981 — Россия молодая — участие

## Оценочные мнения
- Киновед Алексей Тремасов рассказал о том, что режиссёры использовали запоминающуюся фактуру актёра — высокий рост, выразительную внешность, предлагая, как правило, изображать людей из народа, военных, отрицательных персонажей[1].
- Со слов киноведа, очень часто герои Зосимова были бессловесными, появлялись на экране лишь на несколько секунд, но всегда настолько достоверными, что невольно казались подлинными людьми из жизни, а не воплощёнными с помощью актерской игры[1].
- Также Тремасов подметил, что в жизни Евгений Илларионович был человеком широкого масштаба, радушным, доброжелательным к людям, общительным, обладавшим хорошим чувством юмора[1].